# 诺木洪乡
诺木洪乡（汉语拼音字母：Nômhôn Xang）原为中国青海省都兰县下辖的一个乡，2005年12月12日，撤销并入宗加镇。与外界的唯一交通联系是青藏公路，距离格尔木市100公里左右，距离西宁市六百公里左右。   
在诺木洪镇往北八公里处曾经有过一个被称作诺木洪农场的行政单位 (又名柴达木监狱)，隶属与青海省司法厅管辖。多关押杀人、投毒、纵火、爆破、强奸、危害国家安全等严重罪行的罪犯，后于2002年完全迁入格尔木市。